# Maria Usifo
Maria Usifo (* 1. August 1964) ist eine ehemalige nigerianische Hürdenläuferin und Sprinterin.
Sie galt in den 1980er Jahren als eine der dominierenden afrikanischen Hürdenläuferinnen, wurde insgesamt fünf Mal afrikanische Meisterin und konnte sich bei den Afrikaspielen 1987 in Nairobi beide Goldmedaillen ihrer Disziplinen sichern.
1982 wurde sie bei den Commonwealth Games in Brisbane Achte über 100 Meter Hürden. Bei den Olympischen Spielen 1984 in Los Angeles erreichte sie sowohl über 100 Meter Hürden wie auch über 400 m Hürden das Halbfinale.
Als Studentin der Texas Southern University wurde sie 1986 NCAA-Meisterin über 400 Meter Hürden. Bei den Weltmeisterschaften 1987 in Rom erreichte sie über 400 Meter und 400 Meter Hürden das Halbfinale. 1988 schied sie bei den Olympischen Spielen in Seoul über 100 Meter Hürden im Viertelfinale und über 400 Meter Hürden im Vorlauf aus. Bei den Commonwealth Games 1994 in Victoria wurde sie über 400 Meter Hürden Achte.

## Bestleistungen
- 400 m: 53,64 s, 29. August 1987, Rom
- 100 m Hürden: 13,13 s, 7. Juni 1986, Indianapolis
- 400 m Hürden: 55,16 s, 6. Juni 1986, Indianapolis